# Adyto
Adyto (do latim adytum, grego priv. dyó ou dynó), que significa lugar
onde não é permitido entrar. Aposento sagrado e secreto
no templo dos gentios, onde só podiam entrar os sacerdotes oficiantes, e era situado por
detrás da abside, como ainda se observava num pequeno templo dórico, que antigamente existia junto do teatro de Marcelo em Roma, no
lugar em que hoje se encontra edificada a igreja de São Nicolau em Cárcere. Lugar de significado igual a santuário, agnistério (do latim agnós, lugar de purificação).